# Bosnisch-herzegowinisch-portugiesische Beziehungen
Die bosnisch-herzegowinisch-portugiesischen Beziehungen umfassen das zwischenstaatliche Verhältnis zwischen Bosnien und Herzegowina und Portugal. Die Länder unterhalten seit 1995 direkte diplomatische Beziehungen.
Wichtige Verbindungsglieder zwischen beiden Ländern ist das militärische Engagement Portugals bei europäischen Friedensmissionen in Bosnien seit 1996. Auch bestehen Kontakte über die NATO, deren Gründungsmitglied Portugal ist und deren sog. Partnerschaft für den Frieden Bosnien und Herzegowina 2006 beigetreten ist. Zudem gehören beide Länder verschiedenen multilateralen Gremien wie dem Europarat, der Organisation für Sicherheit und Zusammenarbeit in Europa (OSZE) und den verschiedenen UN-Organisationen an. Bosnien und Herzegowina strebt außerdem den Beitritt zur EU an, der Portugal seit 1986 angehört.
Im Jahr 2016 waren 54 Staatsbürger Bosnien und Herzegowinas in Portugal gemeldet, davon mit 18 die meisten im Distrikt Lissabon, während in Bosnien und Herzegowina 2007 ein portugiesischer Staatsangehöriger konsularisch registriert war, Militärangehörige nicht mitgezählt.

## Geschichte
Bosnien war Teil des Königreichs Jugoslawien, zu dem Portugal bereits vor dessen Gründung 1918 diplomatische Beziehungen einrichtete. Nach dem Zweiten Weltkrieg wurde es als Sozialistische Republik Bosnien und Herzegowina Teil der Sozialistischen Föderativen Republik Jugoslawien. Portugal erneuerte erst 1974 seine diplomatischen Beziehungen zu Jugoslawien, nach seiner linksgerichteten Nelkenrevolution.
1992 erklärte das Land als Republik Bosnien und Herzegowina seinen Austritt aus der Republik Jugoslawien. Am 10. April 1992 erkannte Portugal die neue Republik an.

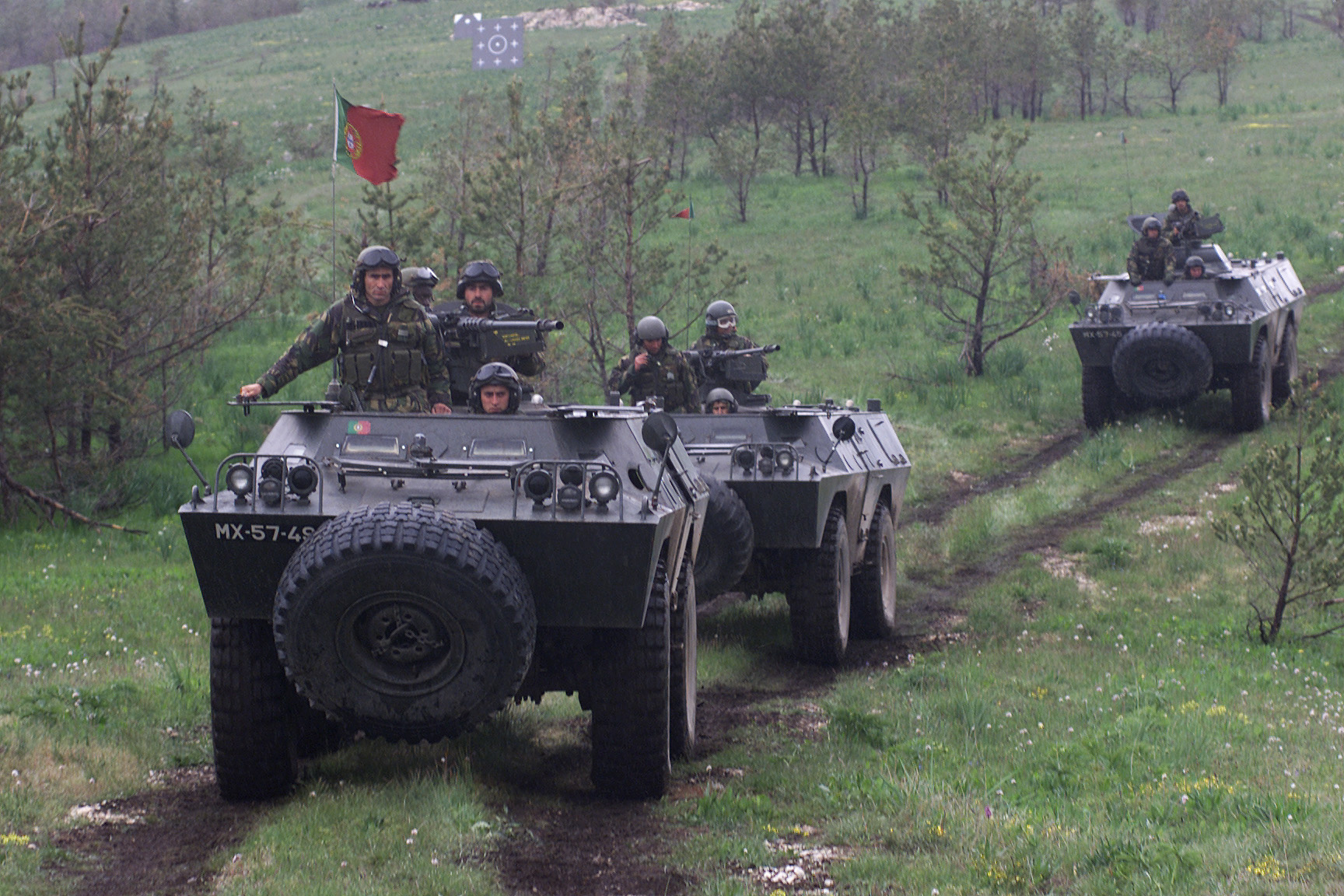
Portugiesische Einheiten bei dem amerikanisch-portugiesischen Manöver Iberian Resolve in Bosnien 2002

Es folgte der Bosnienkrieg, der erst durch das Abkommen von Dayton Ende 1995 beendet wurde. Am 13. November 1995 nahmen Bosnien-Herzegowina und Portugal diplomatische Beziehungen auf.
Portugal beteiligte sich 1996 an der SFOR-Mission der NATO in Bosnien. Dies war sowohl der erste bedeutende Auslandseinsatz der Portugiesischen Streitkräfte seit dem Ende des Portugiesischen Kolonialkriegs 1975 als auch der erste europäische Auslandseinsatz seit dem Portugiesischen Expeditionskorps im Ersten Weltkrieg 1917. Die portugiesische Fallschirmjäger-Einheit trat ihre Mission am 5. Januar 1996 an. Bereits am 24. Januar 1996 starben zwei portugiesische Soldaten, als eine Mine in einem früheren Schulgebäude explodierte, das nun als Militärquartier dienen sollte.
Auch an der Operation Althea, die ab 2004 als Nachfolgemission der SFOR in Bosnien startete, war Portugal im Rahmen der EUFOR beteiligt.
2001 waren 350 portugiesische Soldaten in Bosnien und Herzegowina stationiert, 2005 waren es noch 236, und 2007 sank ihre Zahl unter 200. Ende 2011 waren nur noch 14 portugiesische Soldaten in Bosnien, als die portugiesische Regierung das Ende der portugiesischen Mission in Bosnien und Herzegowina entschied. Anfang 2012 kehrten die letzten Soldaten heim, und nur einzelne Verbindungs- und Ausbildungsoffiziere im Rahmen von NATO- und EU-Schulungsprojekten sind dort weiter im Einsatz. Insgesamt starben fünf portugiesische Soldaten bei den Einsätzen in Bosnien und Herzegowina, vier im Jahr 1996 und einer im Jahr 2004.
2016 kehrten 214 portugiesische Soldaten vorübergehend nach Bosnien zurück. Die im Kosovo stationierte Fallschirmjägereinheit nahm dort am EUFOR-Manöver Quick Response 2016 teil, zusammen mit einer ungarischen Einheit als Teil der unter portugiesischer Führung stehenden KTM, einer taktischen Reserveeinheit der KFOR.
Neben dem Militär waren auch Kontingente der portugiesischen Sicherheitspolizei Guarda Nacional Republicana (GNR) in Bosnien stationiert, im Rahmen der Europäischen Gendarmerietruppe (EUROGENDFOR). Neben Italien und Spanien gehörte Portugal zu den wichtigsten Beteiligten an der EUROGENDFOR, die seit 2007 in Bosnien aktiv war. 177 Polizisten waren dabei aus Portugal im Einsatz, das zwischen Oktober 2008 und Oktober 2009 die Leitung der Einheit innehatte. 2010 beendete Portugal die GNR-Mission in Bosnien.
Im Zusammenhang mit den portugiesischen Militärmissionen in Bosnien kamen auch portugiesische Politiker zum Truppenbesuch nach Bosnien und Herzegowina. So besuchte Cavaco Silva, der damalige portugiesische Staatspräsident und damit Oberbefehlshaber der Streitkräfte, 2006 erstmals das Land, in Begleitung des Verteidigungsministers Luís Amado.

## Diplomatie
Portugal unterhält keine eigene Botschaft in Bosnien und Herzegowina, das Land gehört zum Amtsbezirk des portugiesischen Botschafters in der serbischen Hauptstadt Belgrad. Portugiesische Konsulate bestehen dort ebenfalls keine.
Bosnien-Herzegowina unterhält ebenfalls keine eigene Vertretung in der portugiesischen Hauptstadt Lissabon, seine Botschaft in der niederländischen Hauptstadt Den Haag ist für Portugal zuständig. Auch Bosnien und Herzegowina hat keine Konsulate in Portugal eingerichtet.

## Wirtschaft
Die portugiesische Außenhandelskammer AICEP unterhält keine Niederlassung in Bosnien und Herzegowina, zuständig ist das AICEP-Büro in der serbischen Hauptstadt Belgrad.
Im Jahr 2016 exportierte Portugal Waren im Wert von 2,617 Mio. Euro nach Bosnien und Herzegowina (2015: 2,628 Mio.; 2014: 1,848 Mio.; 2013: 1,110 Mio.; 2012: 1,690 Mio.), davon 22,1 % Fahrzeuge und Fahrzeugteile, 15,3 % Häute und Leder, 14,0 % Maschinen und Geräte, 13,3 % Kunststoffe und Gummi, und 10,2 % landwirtschaftliche Erzeugnisse.
Im gleichen Zeitraum lieferte Bosnien und Herzegowina Waren im Wert von 1,391 Mio. Euro an Portugal (2015: 1,335 Mio.; 2014: 2,171 Mio.; 2013: 1,885 Mio.; 2012: 2,610 Mio.), davon 38,1 % Schuhe, 30,7 % Kunststoffe und Gummi, 12,9 % Fahrzeuge und Fahrzeugteile, 9,9 % Holz und Kork und 1,4 % Papier und Zellulose.
Damit stand Bosnien und Herzegowina für den portugiesischen Waren-Außenhandel an 133. Stelle als Abnehmer und an 127. Stelle als Lieferant. Im bosnischen Außenhandel rangierte Portugal an 41. Stelle unter den Abnehmern und an 37. Stelle unter den Lieferanten.

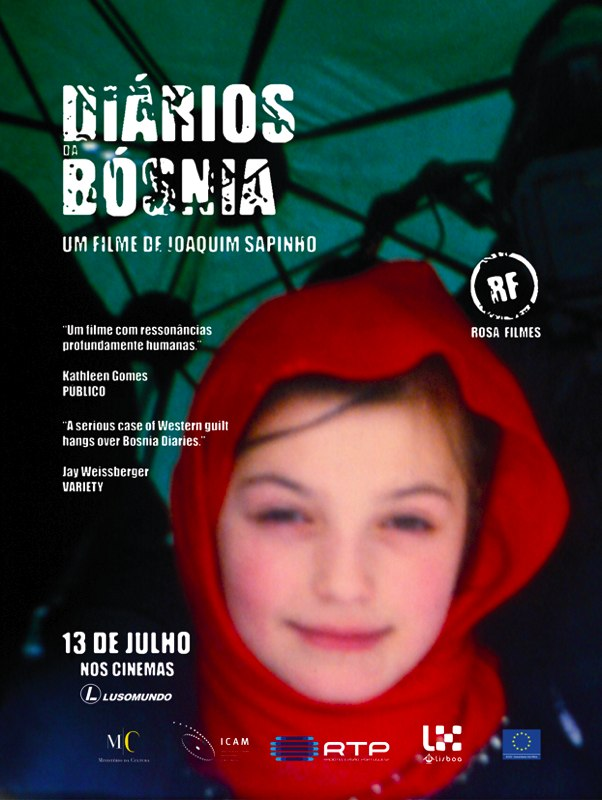
Filmplakat für Sapinhos Dokumentarfilm Diários da Bósnia

## Kultur
Der portugiesische Regisseur Joaquim Sapinho bereiste Bosnien erstmals 1996 und erneut 1998, um sowohl den Alltag als auch die Auswirkung der Erinnerungen an die Kriegsgräuel zu sehen. 2005 erschien aus diesen Aufnahmen sein Dokumentarfilm Diários da Bósnia (Bosnische Tagebücher). Der stille, genau beobachtende Film lief auf einer Reihe Filmfestivals, beispielsweise dem Busan International Film Festival, wo er zum Teil auch nominiert wurde, etwa beim Torino Film Festival.
Bei den Filmfestivals in Bosnien und Herzegowina (insbesondere dem Sarajevo Film Festival) und in Portugal laufen Filme beider Länder häufiger. Gelegentlich erreichen sie dort auch Auszeichnungen, etwa Rajko Grlićs Film Karaula 2007 beim Festróia, dem wichtigsten portugiesischen Filmfestival.
Zu den bekanntesten Köchen in der portugiesischen Öffentlichkeit zählt heute (Stand 2019) der 1978 in Sarajevo geborene und seit 1997 in Portugal lebende Ljubomir Stanišić. Er wurde durch seine zahlreichen Fernsehauftritte in Portugal bekannt (insbesondere seine eigene TVI-Sendereihe Pesadelo na Cozinha, die portugiesische Version des US-amerikanischen Formats Kitchen Nightmares), schrieb inzwischen fünf Bücher und führt zwei Restaurants in Lissabon und eines auf den Azoren. Er ist mit der portugiesischen Journalistin Mónica Franco verheiratet.

## Sport

### Fußball
Männer

Mannschaftsaufstellung Bosnien und Herzegowina – Portugal vom 18. November 2009

Die bosnisch-herzegowinische Fußballnationalmannschaft und die portugiesische Nationalelf sind bisher viermal aufeinander getroffen, erstmals am 14. November 2009. Das Spiel in der Qualifikation zur WM 2010 in Lissabon konnten die Portugiesen mit 1:0 für sich entscheiden. Insgesamt gewannen die Portugiesen drei Begegnungen, einmal trennte man sich unentschieden (Stand Ende 2017).
Die Qualifikation zur EM 2004 in Portugal hat Bosnien und Herzegowina knapp verpasst.
2018 wechselte das bosnische Jungtalent Nedim Hadzic vom FK Sarajevo für etwa 300.000 Euro zum portugiesischen Zweitligisten Leixões SC, nachdem er ein Probetraining u. a. bei Benfica Lissabon absolvierte. Hadzic begründete seinen Wechsel mit seiner Absicht, schnell im Ausland in wettbewerbsstärkeren Ligen Erfahrungen zu sammeln. Zudem profitiert der Verein aus Sarajevo vom Verkauf und ist an späteren Weiterverkäufen beteiligt.
Der bosnisch-schweizerische Stürmer Haris Seferović steht seit 2017 bei Benfica Lissabon unter Vertrag. 2017 und 2019 wurde er mit Benfica Portugiesischer Meister, die Saison 2018/19 schloss er zudem als Torschützenkönig ab.
Frauen
Die bosnisch-herzegowinische und die portugiesische Fußballnationalmannschaft der Frauen trafen bisher noch nicht aufeinander. Auch beim Algarve-Cup waren die Frauen aus Bosnien und Herzegowina noch nicht angetreten (Stand Ende 2017).

### Andere
Die Leichtathletik-Team-Europameisterschaft 2009 wurden an vier Austragungsorten in Bosnien und Herzegowina, in Portugal, in Norwegen und in der Slowakei ausgetragen. Portugal endete am Ende auf dem 11. Platz und stieg in die Erste Liga ab, Bosnien und Herzegowina verblieb in der Dritten Liga.
Der bosnisch-herzegowinische Handballnationalspieler Vladimir Vranješ stand 2022/2023 bei Benfica Lissabon unter Vertrag.